# Liste der Kulturgüter in Rüeggisberg
Die Liste der Kulturgüter in Rüeggisberg enthält alle Objekte in der Gemeinde Rüeggisberg im Kanton Bern, die gemäss der Haager Konvention zum Schutz von Kulturgut bei bewaffneten Konflikten, dem Bundesgesetz vom 20. Juni 2014 über den Schutz der Kulturgüter bei bewaffneten Konflikten sowie der Verordnung vom 29. Oktober 2014 über den Schutz der Kulturgüter bei bewaffneten Konflikten unter Schutz stehen.
Objekte der Kategorien A und B sind vollständig in der Liste enthalten, Objekte der Kategorie C fehlen zurzeit (Stand: 7. April 2024). Unter übrige Baudenkmäler sind Objekte zu finden, die im Bauinventar des Kantons Bern als «schützenswert» verzeichnet sind.

## Kulturgüter
| Foto |                                                                                                  | Objekt                                                                 | Kat. | Typ | Standort                      | Beschreibung |
| ---- | ------------------------------------------------------------------------------------------------ | ---------------------------------------------------------------------- | ---- | --- | ----------------------------- | --- |
| ja   | Datei hochladen · Wikidata zu Schwandbachbrücke (Q19362693)                                      | Schwandbachbrücke KGS-Nr.: 01185                                       | A    | G   | Schwandbach 597236 / 186466   | Aus Stahlbeton gefertigte Stabbogenbrücke über den Schwandbachgraben, 1933 erbaut durch Losinger und Cie., Bern und Gebr. E.& A. Binggeli, Schwarzenburg, nach Plänen des Ingenieurs Robert Maillart. Der Bogen besitzt eine Spannweite von gut 37 m und eine variierende Breite: er verjüngt sich von den Auflagern zum Scheitel hin. Auf das im Grundriss asymmetrische Gewölbe ist eine elliptische Fahrbahn aufgesetzt.                                                                                        |
| ja   | Datei hochladen · Wikidata zu Ruine der ehemaligen Cluniazenserkirche und Nebenbauten (Q1647876) | Ruine der ehemaligen Cluniazenserkirche und Nebenbauten KGS-Nr.: 01186 | A    | G   | Kloster 1–9a 599888 / 185395  | Überreste der um 1100 erbauten Klosterkirche, die zu dem 1541 im Zuge der Reformation säkularisierten Benediktinerkloster gehörte. Ältester baulicher Vertreter des Ordens im deutschsprachigen Gebiet. Das Querschiff und ein Portal mit Bauplastik sind teilweise erhalten, der Chor mit Apsiden nur im Grundriss. |
| ja   | Datei hochladen · Wikidata zu Rossgrabenbrücke (Q19362692)                                       | Rossgrabenbrücke N.N. KGS-Nr.: 09775                                   | A    | G   | Rossgraben 596920 / 186295    | Aus Stahlbeton gefertigte Dreigelenkbogenbrücke über das Schwarzwasser, 1932 erbaut durch Losinger und Cie., Bern und Gebr. E.& A. Binggeli, Schwarzenburg, nach Plänen des Ingenieurs Robert Maillart. Sehr leicht wirkende Konstruktion ohne Brüstungsträger in der für Maillart typischen Bauart. Der einzige weite, flache Bogen ruht auf Kastenträgern und besitzt eine Spannweite von 82 m. Das Objekt liegt hälftig auf dem Gemeindegebiet von Rüeggisberg (KGS-Nr. 9775) und Schwarzenburg (KGS-Nr. 1318). |
| BW   | Datei hochladen · Wikidata zu Mittelalterliche Klosterruine Rüeggisberg (Q116952806)             | Mittelalterliche Klosterruine KGS-Nr.: 16752                           | A    | F   | Kloster 599888 / 185395       | |
| ja   | Datei hochladen · Wikidata zu Reformierte Kirche (Q29674737)                                     | Reformierte Kirche KGS-Nr.: 01188                                      | B    | G   | Dorfstrasse 8 600005 / 185561 | Die ältesten Teile dieses romanischen Kirchengebäudes stammen aus dem 10. und 11. Jahrhundert. Vergrösserung und Bau des Turmfundaments in der ersten Hälfte des 12. Jahrhunderts. Die Kirche, die 1532 einen neuen Turm erhielt, präsentiert sich heute nach mehreren Umbauten als Predigtsaal und wird von der Friedhofsmauer eingefasst. |

## Übrige Baudenkmäler
Hinweis: Anstelle der KGS-Nummer wird als Objekt-Identifikator (ID) die Grundstücksnummer verwendet.
| ID        | Foto |                 | Objekt                             | Typ | Standort                            | Beschreibung                                                                                   |
| --------- | ---- | --------------- | ---------------------------------- | --- | ----------------------------------- | ---------------------------------------------------------------------------------------------- |
| 19        | ja   | Datei hochladen | Obere Schwandbrücke (1878)         | G   | Schwand N.N.1 598843 / 181549       | Das Objekt liegt hälftig auf dem Gemeindegebiet von Rüeggisberg (ID 19) und Rüschegg (ID 2;4). |
| 20        | BW   | Datei hochladen | Pfarrhaus (1876)                   | G   | Kloster 9 599879 / 185361           | 1876 vom Schweizer Architekten Theodor Gohl erbaut.                                            |
| 25        | BW   | Datei hochladen | Bauernhaus (1763)                  | G   | Waizacker 3 596973 / 187313         |                                                                                                |
| 200       | BW   | Datei hochladen | Archivturm (um 1790)               | G   | Dorfstrasse 6 599998 / 185578       |                                                                                                |
| 235       | BW   | Datei hochladen | Bauernhaus (1809)                  | G   | Brügglenstrasse 1 600045 / 185620   |                                                                                                |
| 259; 1304 | BW   | Datei hochladen | Ehemaliges Kleinbauernhaus (1624)  | G   | Lienthalweg 1, 3 601841 / 187399    |                                                                                                |
| 570       | BW   | Datei hochladen | Bauernhaus (1822)                  | G   | Riedstrasse 1 599097 / 188310       |                                                                                                |
| 570       | BW   | Datei hochladen | Speicher (1818)                    | G   | Riedstrasse 1b 599126 / 188289      |                                                                                                |
| 622       | BW   | Datei hochladen | Bauernhaus (1683)                  | G   | Bütschelstrasse 6 601913 / 187350   |                                                                                                |
| 708       | BW   | Datei hochladen | Bauernhaus (1748)                  | G   | Dorfstrasse 5 600025 / 185614       |                                                                                                |
| 766       | BW   | Datei hochladen | Bauernhaus (1855)                  | G   | Haslistrasse 2 601247 / 185662      |                                                                                                |
| 766       | BW   | Datei hochladen | Speicher (1. Hälfte 19. Jh.)       | G   | Haslistrasse 2a 601237 / 185637     |                                                                                                |
| 767       | BW   | Datei hochladen | Bauernhaus (1746)                  | G   | Haslistrasse 5 601345 / 185662      |                                                                                                |
| 830       | BW   | Datei hochladen | Speicher (um 1800)                 | G   | Neulegiweg 1a 600595 / 187331       |                                                                                                |
| 890       | BW   | Datei hochladen | Bauernhaus (15. Jh.)               | G   | Baumgartenstrasse 9 599910 / 188046 |                                                                                                |
| 980       | BW   | Datei hochladen | Speicher (1. Hälfte 19. Jh.)       | G   | Speichergasse 9a 601755 / 187428    |                                                                                                |
| 1098      | BW   | Datei hochladen | Stöckli (1857)                     | G   | Speichergasse 7 601734 / 187361     |                                                                                                |
| 1149      | BW   | Datei hochladen | Bauernhaus (um 1800)               | G   | Klostergasse 10 599173 / 184907     |                                                                                                |
| 1174      | BW   | Datei hochladen | Bauernhaus (um 1800)               | G   | Dorfstrasse 15 600192 / 185633      |                                                                                                |
| 1174      | BW   | Datei hochladen | Speicher (1747)                    | G   | Dorfstrasse 15a 600174 / 185625     |                                                                                                |
| 1197      | BW   | Datei hochladen | Wohnhaus (1885)                    | G   | Kloster 1, 2, 3 599865 / 185373     |                                                                                                |
| 1232      | BW   | Datei hochladen | Ofenhaus-Speicher (frühes 19. Jh.) | G   | Hangenbachweg 2 599866 / 185534     |                                                                                                |
| 1253      | BW   | Datei hochladen | Ehemaliges Bauernhaus (1834/35)    | G   | Dorfstrasse 7 600108 / 185623       |                                                                                                |
| 1296      | BW   | Datei hochladen | Wohnhaus/Schmiede (um 1890)        | G   | Eichmattstrasse 1 599317 / 184784   |                                                                                                |
| 1330      | BW   | Datei hochladen | Bauernhaus (1700)                  | G   | Rohrbachgasse 16 598319 / 184423    |                                                                                                |
| 1485      | BW   | Datei hochladen | Speicher (1732)                    | G   | Riedstrasse 5b 599017 / 188340      |                                                                                                |
| 1558      | BW   | Datei hochladen | Bauernhaus (1. Hälfte 19. Jh.)     | G   | Ochsenweid 1 600957 / 186516        |                                                                                                |
| 1558      | BW   | Datei hochladen | Speicher (1730)                    | G   | Ochsenweid 1a 600990 / 186512       |                                                                                                |
| 1592      | BW   | Datei hochladen | Speicher (1754)                    | G   | Tromwil 8a 601974 / 185331          |                                                                                                |
| 1630      | BW   | Datei hochladen | Bauernhaus (Mitte 18. Jh.)         | G   | Falkenacker 1 598241 / 187505       |                                                                                                |
| 1669      | BW   | Datei hochladen | Bauernhaus (1. Hälfte 19. Jh.)     | G   | Haslistrasse 11 601817 / 185549     |                                                                                                |
| 1756      | BW   | Datei hochladen | Ofenhaus (1751)                    | G   | Bütschelstrasse 8b 601953 / 187380  |                                                                                                |
| 1776      | BW   | Datei hochladen | Bauernhaus (1791)                  | G   | Hubel 4 598667 / 184368             |                                                                                                |
| 1811      | BW   | Datei hochladen | Stöckli-Speicher (1855)            | G   | Brüggmatt 4 599458 / 186595         |                                                                                                |
| 1917      | BW   | Datei hochladen | Ofenhaus (1813)                    | G   | Aebischwandweg 2b 597017 / 187068   |                                                                                                |
| 2044      | BW   | Datei hochladen | Bauernhaus (frühes 19. Jh.)        | G   | Brügglenstrasse 27 598004 / 185693  |                                                                                                |
| 2090      | BW   | Datei hochladen | Wohnstock (um 1800)                | G   | Wylerweg 1 599033 / 184240          |                                                                                                |
| 2094      | BW   | Datei hochladen | Bauernhaus (1827)                  | G   | Riedstrasse 11 598552 / 188504      |                                                                                                |
| 2273      | BW   | Datei hochladen | Bauernhaus (1. Hälfte 19. Jh.)     | G   | Kilcherslehnweg 1 598742 / 184208   |                                                                                                |